# Lü Zheng
Lü Zheng (呂徵T, 吕征S, Lǚ ZhēngP; Pechino, 25 febbraio 1985) è un calciatore cinese, ala dello Shanghai Greenland Shenhua.